# بهناز صراف‌پور
بهناز صراف‌پور یک طراح لباس ایرانی در نیویورک است. آغاز حرفه او با تحصیل در دانشکده طراحی پارسونز نیویورک همراه بود. صراف‌پور که عضو انجمن طراحان آمریکا است، برند خودش با نام DNA را دارد. او اولین مجموعه لباس‌های خود را در فوریه ۲۰۰۲ به نمایش گذاشت و تابه‌حال سه بار نامزد جایزهٔ سواروفسکی برای لباس‌های زنانه شده‌است.
صراف‌پور همکاری‌هایی با برندهای «ارنست سون» برای تولید جین، لانکوم برای تولید رژ لب و تارگت برای مجموعه «هالیدی ۲۰۰۶» داشته‌است. آثار او تاکنون در موزه‌هایی مانند موزهٔ FIT نیویورک و موزه ویکتوریا و آلبرت لندن به نمایش گذاشته شده‌اند.